# پائولو کازاکا
پائولو کازاکا (زاده ۲ ژوئیه ۱۹۵۷ در لیسبون) یک سیاستمدار پرتغالی است. او عضو پیشین پارلمان اروپا از حزب سوسیالیست (پرتغال) و همچنین بخشی از حزب سوسیالیست‌های اروپایی از سال ۱۹۹۹ تا ۲۰۰۹ بود.
پائولو کازاکا بنیان‌گذار و مدیر اجرایی «انجمن دموکراتیک آسیای جنوبی» و همچنین بنیان‌گذار انجمن همکاری بین‌المللی ثبت شده در بروکسل به نام «اتحاد برای تجدید همکاری بین بشریت» (ARCHumankind), بنیان‌گذار شرکت مشاوره توسعه پایدار " ابتکار اصلاحات یورو" ثبت شده در بروکسل، عضو صندوق آلمانی مارشال ایالات متحده در ترم اول سال ۲۰۱۰ با نام «کمتر به معنای بیشتر»، و سیستم‌های پایدار زمین و انرژی. رهبر تیم تهیه گزارش غیردولتی مستقر در ایالات متحده برای سازمان صلح «پرتو سبز بر فراز عراق» بود که گزارش به سازمان ملل ارائه شد.
پائولو کازاکا به مدت ده سال عضو پارلمان اروپا بود و در آنجا ریاست هیئت روابط با مجمع پارلمانی ناتو را بر عهده داشت. او از سال ۱۹۹۶ تا ۱۹۹۹ مشاور نمایندگی دائم پرتغال در اتحادیه اروپا و همچنین از سال ۱۹۹۵ تا ۱۹۹۶ رئیس ستاد وزارت برنامه‌ریزی سرزمینی و فواید عمومی، و بین‌سالهای ۱۹۸۹ تا ۱۹۹۵ مشاور اقتصادی فراکسیون سوسیالیست در پارلمان ملی پرتغال بود.
وی مؤلف چندین کتاب و گزارش در زمینه امور اقتصادی و اجتماعی، حقوق بشر و موضوع تعصب مذهبی است.

## فهرست آثار کازاکا

### کتاب
- «تعصب مذهبی: تهدیدی خطرناک برای امنیت جهانی» - خطرات ناشی از افراط‌گرایی مذهبی را بررسی می‌کند که در کتابخانه‌های دانشگاهی مختلف و خرده فروشان کتاب موجود است.
- «ابتکار اصلاحات یورو» - اصلاحات پیشنهادی در اتحادیه اروپا را مورد بحث قرار می‌دهد.[۹]
- «پاسخگویی، صلح، توسعه و دموکراسی در بنگلادش» - تحلیلی جامع از چشم‌انداز سیاسی بنگلادش.[۱۰]

### گزارش
- پرتو سبز بر فراز عراق - گزارشی است که به سفارش کمیته غیردولتی مستقر در ایالات متحده برای توسعه پایدار در عراق و مطالعه سازمان صلح که به سازمان ملل ارائه شد می‌پردازد.
- اطلاعات نادرست اسلامگرایان در سراسر رسانه‌های غربی - گزارش مفصلی در مورد نحوه تبلیغ ایدئولوژی‌های افراطی از طریق کانال‌های رسانه‌ای در غرب.[۱۱]
- دیدگاه‌های اروپایی و هندی در مورد تهدید هسته‌ای - دیدگاه‌های تهدید هسته‌ای را از دیدگاه اروپایی و هندی بررسی می‌کند.[۱۲]